# ستيفن كوزينز
ستيفن كوزينز (بالإنجليزية: Steven Cousins) هو متزلج فني بريطاني، ولد في 24 مايو 1972 في تشستر في المملكة المتحدة.

## وصلات خارجية
- ستيفن كوزينز على موقع أوليمبيديا (الإنجليزية)